# Públio Afrânio Flaviano
Públio Afrânio Flaviano (em latim: Publius Afranius Flavianus) foi um senador romano nomeado cônsul sufecto em 117 com Lúcio Cossônio Galo Vecílio Crispino Mansuânio Marcelino Numísio Sabino. Segundo a restauração de um diploma militar, os dois serviram em um nundínio na segunda metade do ano

## Carreira
Flaviano foi governador da província imperial da Panônia Inferior entre 111 e 115, possivelmente sucedendo Tito Júlio Máximo Manliano. Por causa disto, é bastante provável que ele tenha sido legado de uma legião antes de 111, mas há exceções à prática. 
Uma inscrição encontrada em Éfeso atesta que Flaviano foi procônsul da Ásia entre 130 e 131, um posto que era considerado o ápice de uma carreira senatorial vitoriosa (assim como a África). Não há mais registro dele depois disto.